# میری هانائی
میری هانائی (انگلیسی: Miri Hanai؛ زاده ۱۵ اکتبر ۱۹۸۴) یک مانکن زن است. 